# Сакура-Мару
Сакура-Мару — транспортне судно, яке під час Другої світової війни брало участь у операціях японських збройних сил на Тихому океані.
Судно спорудили в 1940 році на верфі компанії Mitsubishi для Nippon Yusen Kaiha, що поставила його на свою лінію до Лос-Анджелесу та Нью-Йорка, під час роботи на якій судно здійснювало подорож навколо світу із відвідуванням кейптауну, Момбаси та Сінгапуру.
У січні 1941-го «Сакура-Мару» реквізували для потреб Імперської армії Японії, а в червні повернули власнику. Втім, вже у липні судно знову реквізували, після чого воной пройшло переобладнання у транспорт протиповітряної оборони, що отримав шість 75-мм зенітних гармат та вісім 20-мм зенітних автоматів (за задумом японців під час великих десантних операцій такі транспорти повинні були прикривати від атак з повітря своїх менш озброєнних супутників).
В жовтні 1941-го «Сакура-Мару» здійснило рейс з японського порту Моджі до острова Хайнань та назад, потім прослідувало до Гуанчжоу (південний Китай), а 23 листопада прибуло звідти на Хайнань.
На самому початку війни «Сакура-Мару» залучили до перевезення сил вторгнення до Малаї, при цьому воно прийняло на борт військовослужбовців 5-ї піхотної дивізії. 7 грудня разом зі ще двома транспортними судами «Сакура-Мару» прибуло до Кота-Бару на східному узбережжі півострова Малакка та невдовзі після опівночі почало вивантажувати війська (операція розвивалась паралельно з нападом на Перл-Гарбор, що знаходився по іншу сторону лінії зміни дат). Невдовзі транспорти були атаковані британськими бомбардувальниками, яким вдалось потопити одне японське судно та пошкодити обидва інші. «Сакура-Мару» отримало лише легкі пошкодження унаслідок близького розриву малої бомби, втім, все-таки спосерігалось надходження води у корпус. 10 грудня судно перейшло до Сінгори (наразі Сонгкла в Таїланді), яку японський десант так само захопив у перший день війни, і тієї ж доби попрямувало на Хайнань, а потім до Осаки, де до 2 січня 1942-го пройшло доковий ремонт.
18 лютого 1942-го «Cакура-Мару» та ще 55 транспортів вийшли з бухти Камрань (центарльна частина узбережжя В’єтнаму) в межах операції з висадки десанту на західному завершенні острова Ява. 28 лютого один із десантних загонів, до якого входили «Сакура-Мару» та ще 26 транспортів, досягнув затоки Бантам. Невдовзі неподалік почалась битва у Зондській протоці, під час якої кілька кораблів союзників намагались вирватись в Індійський океан, проте були перехоплені японськими бойовими кораблями, що прикривали транспорти. В один з моментів бою важкий крейсер «Могамі» дав залп із шести торпед по американському важкому крейсеру USS Hauston та австралійському легкому крейсеру Perth. Жодна з торпед не потрапила в ціль, проте залп накрив власний десантний загін та призвів до потоплення тральщика і чотирьох транспортів, два з яких в подальшому вдалось підняти і повернути в експлуатацію. Одним із уражених транспортів був «Сакура-Мару», що став незворотньою втратою.